# Frédéric Pierucci
Frédéric Pierucci, né le 14 janvier 1968, est un ancien cadre supérieur d'Alstom, président monde de la division chaudière de l'entreprise, accusé de corruption en 2013 par le gouvernement américain, arrêté puis emprisonné à ce titre deux années aux États-Unis.
Cette affaire est fréquemment présentée en France comme un exemple de la guerre économique à laquelle se livrent les États-Unis, y compris à l'encontre de ses alliés supposés. En effet son arrestation et son emprisonnement surviennent sur fond de rachat de la branche énergie d'Alstom par General Electric.

## Biographie

### Jeunesse et études
Frédéric Pierucci est diplômé de l’École nationale supérieure de mécanique et d'aérotechnique (Ensma), de l'institut européen d'administration des affaires (Insead) et a obtenu un MBA à l'université Columbia.

### Parcours professionnel au sein d'Alstom
De 1995 à 1999, il est directeur commercial Chine pour la division Power d'Alstom, à Pékin.
En septembre 1999, il devient directeur des ventes et du marketing mondial du business chaudière d'Alstom, à Windsor dans le Connecticut. Sur son temps libre, il suit les cours du MBA de l'université de Columbia à New-York, financés intégralement par son entreprise.
Il occupe ensuite un poste[Lequel ?] à Singapour. Il est arrêté lors d'une mission aux États-Unis en avril 2013, puis est licencié fin 2013 lors de sa détention, après 21 ans passés à Alstom.

### Procédure pénale aux États-Unis
Dès 2009, Alstom est mis en cause par le département de la Justice des États-Unis (DOJ) au nom du Foreign Corrupt Practices Act (FCPA), qui est une des lois à portée extraterritoriale du droit américain. Le FCPA criminalise l’acte de fournir des pots-de-vin à des agents publics étrangers, notamment justifié par le biais de versement en devise du dollar américain, très répandu dans le monde, et fondamental à l'application valide du FCPA. Pour contextualiser, il convient de noter que ces mêmes actes sont criminels dans tous les pays membres de l’Organisation de coopération et de développement économiques, y compris en France.
Sous la direction de Patrick Kron, le groupe semble initialement coopérer avec le DOJ ou de faire mine de coopérer.
En ce qui concerne Pierucci, il est assujetti à la juridiction américaine en tant que cadre supérieur d'Alstom Power (une filiale basée à Windsor, Connecticut, US) et aussi de plusieurs autres filiales d’Alstom,. Les accusations criminelles concernent l’utilisation, sur la période 2002-2009, de deux consultants pour acheminer des pots-de-vin vers des agents publics indonésiens afin d’obtenir le projet Tarakan (qui valait $118 millions pour une centrale thermique au charbon) en Indonésie,. Le DOJ fournit des preuves (y compris une série d’échanges de courriels) que le deuxième consultant est retenu parce que le premier était soupçonné de ne pas pouvoir obtenir le contrat,. À la fin, Alstom a réussi à remporter le contrat.
Le 14 avril 2013, Frédéric Pierucci est arrêté aux États-Unis, et est enfermé dans la prison de haute sécurité de Wyatt, dans l'État de Rhode Island. Sa peine de prison peut aller jusqu'à 20 ans s'il va jusqu'au procès. Ainsi, Frédéric Pierucci plaide coupable le 29 juillet 2013 afin de réduire sa peine à six mois, durée négociée entre ses avocats et les procureurs. Cependant, comme l'ancien cadre d'Alstom William Pomponi, également arrêté, refuse de plaider coupable, les procureurs reviennent sur leur parole et préfèrent reporter le jugement Frédéric Pierucci afin de le pousser à témoigner contre Pomponi si ce dernier va jusqu'au procès. Les procureurs s'opposent également à sa demande de liberté conditionnelle, qui avait pourtant été négociée lors de son plaider-coupable.
Le 20 septembre 2013, Frédéric Pierucci reçoit une convocation à un entretien préalable de licenciement durant sa détention, au motif de son absence au travail et du préjudice à l'image du groupe engendré par sa situation. Il ne bénéficie alors plus de l'assistance juridique d'Alstom. Il est finalement licencié le 16 novembre 2013, avec un préavis se terminant le 30 juin 2014.
Frédéric Pierucci a passé quatorze mois en prison lorsqu'il est libéré sous caution le 12 juin 2014, la semaine où le gouvernement français accepte le rachat de la branche énergie d’Alstom par General Electric.
De retour en France, Frédéric Pierucci attend son jugement final aux États-Unis, qui est repoussé plusieurs fois. Il porte plainte aux prud'hommes contre Alstom pour les dommages subis, ainsi que pour son licenciement, l'arrêt de paiement de ses avocats, et les 90 000 euros que lui doit Alstom pour solde de tout compte. Il avait négocié avec Alstom pour recevoir plusieurs centaines de milliers d'euros début juillet 2015, mais le rachat par GE a été finalisé, ce qui a annulé la négociation. Frédéric Pierucci ne recevra finalement que 45 000 euros de la part de son ex-employeur.
En février 2017, Frédéric Pierucci apprend qu'Alstom avait contracté une police d'assurance spécifique pour protéger tous ses cadres dirigeants, mais que son entreprise ne l'a pas utilisée lors de son arrestation. Lawrence Hoskins, directeur du réseau commercial d'Alstom pour l'Asie, qui a également été arrêté par les États-Unis, a bénéficié de cette assurance, qui lui a payé 3 millions de dollars de frais judiciaires. Frédéric Pierucci apprend de l'assureur d'Alstom qu'il est encore possible de solliciter cette assurance, et écrit à plusieurs dirigeants d'Alstom pour leur demander de l'actionner. Il n'aura jamais de réponse.
Le jugement de Frédéric Pierucci aux États-Unis a finalement lieu le 25 septembre 2017, soit quatre années après son plaider-coupable, dans la cour de district du Connecticut (système fédéral). Alors que sa peine devait correspondre aux quatorze mois qu'il avait déjà passés en prison, les procureurs l'accusent désormais d'être le « leader » des actes de corruption d'Alstom, ce qui augmente sa peine de douze mois supplémentaires de prison. Le 26 octobre 2017, il est emprisonné à Moshannon Valley Correction Center, en Pennsylvanie. Le 9 septembre 2018, après des mois de demandes, son transfert en France est accepté. Il est transféré dans plusieurs prisons aux États-Unis avant d'être envoyé en France le 21 septembre 2018, où il est conduit à la maison d'arrêt de Villepinte. Le 25 septembre, le juge d'application des peines décide de le placer en liberté conditionnelle. Frédéric Pierucci a passé au total vingt-cinq mois en prison aux États-Unis.

## Suites de l'affaire de la vente de la branche énergie d'Alstom àGeneral Electric
Pierucci a co-écrit un livre à propos de cette affaire : Le Piège américain. France Inter adapte le livre en illustrant, par le vécu de Frédéric Pierucci depuis 2014, cette affaire Alstom dans une série radiophonique.
En 2020, Frédéric Pierucci tente de réunir des investisseurs français pour racheter à l’américain General Electric le pôle nucléaire qui faisait partie d'Alstom.
Frédéric Pierucci a convaincu la Banque publique d'investissement (Bpifrance) et la Caisse des dépôts de le soutenir. Il ne lui manque plus que le soutien d’un opérateur. Celui ci pourrait être EDF, présent dans le nucléaire, avec Framatome qu’il contrôle. Cette opération permettrait de retrouver la propriété sur Arabelle, turbine la plus puissante et la plus fiable du marché pour transformer en électricité la vapeur dégagée par l’eau portée à ébullition par la fission des atomes dans les centrales nucléaires.
Arnaud Montebourg défend la même approche : « Qu’est-ce que le gouvernement attend pour racheter avec la BPI, des fonds privés d’investissement », « C’est le moment de se retrousser les manches pour reconstruire un outil stratégique dans le secteur énergétique ».
En recherche de liquidités, General Electric engage en 2020 la vente d’une bonne partie de ses actifs, dont potentiellement les activités nucléaires ex-Alstom,.
En 2021, EDF engage des discussions avec General Electric pour lui racheter ses activités dans le nucléaire qui sont regroupées dans la filiale GE Steam Power (elles correspondent à l'ancienne division énergie d’Alstom et sont principalement situées à Belfort),,.
Le 4 novembre 2022, le rachat à General Electric par EDF de GE Steam Power est signé. Le montant du rachat est de 175 millions d'euros, payable en dollars. Ce rachat permet à la France de reprendre le contrôle du producteur des turbines « Arabelle », qui, en 2023, étaient les plus fiables au monde (de 76 mètres de long, très complexes, elles servent dans la transformation en électricité de la vapeur d'eau produite lors de la fission nucléaire). Les turbines de GE Steam Power équipent en 2022 la moitié des centrales nucléaires mondiales et la totalité des centrales nucléaires françaises. GE (devenu depuis GE Vernova) conserve la fourniture et la maintenance des centrales nucléaires de tout le continent américain. En revanche EDF pourra prospecter le continent pour des futurs projets. GE garde aussi la main sur le GE Hitachi Nuclear Energy qui doit commercialiser de minis-centrales nucléaires. Le 31 mai 2024, EDF reprend officiellement les activités nucléaires, non américaine, de General Electric, dont la maintenance et la fabrication des turbines Arabelle,.
Après 10 ans de luttes sur ce dossier, les médias estiment que le dossier Alstom GE était un cas d'école de guerre économique,. Le cheval de Troie américain dans l'édifice français étant la loi anti-corruption des USA et son caractère d'extraterritorialité. Retenant la leçon, la France s'est dotée d'une loi équivalente en 2016 (dite « Loi Sapin II », également à caractère extraterritorial).

## Œuvres
- Frédéric Pierucci, « Le piège General Electric », Le Monde diplomatique,‎ septembre 2019 (lire en ligne)

- Frédéric Pierucci et Matthieu Aron, Le piège américain : l'otage de la plus grande entreprise de déstabilisation économique raconte, Paris, JC Lattès, 2019, 396 p. (ISBN 978-2-7096-6407-3, présentation en ligne)

### Documentaire
- David Gendreau et Alexandre Leraître, « Guerre fantôme : la vente d’Alstom à General Electric », LCP, Fr, 52 min, 2017

- Jean-Pierre Gratien, « Droit de suite, Alstom : une affaire d'État ? », LCP, vidéo dailymotion, 2017

- Fabrice Drouelle, « Affaire Alstom : une guerre secrète », sur france.tv, France Inter, France Télévisions, l’INA, Affaires Sensibles, 25 octobre 2021, 59 minutes

### Interview
- [vidéo] Thinkerview, « Alstom : la France vendue à la découpe ? Frédéric Pierucci, EN DIRECT », sur YouTube, 2019

### Emissions radio
- « Alstom - Un scandale d'Etat? », sur franceinter.fr, France Inter, Affaires Sensibles, 13 mars 2019
- Série en 6 épisodes de François Luciani, Matthieu Aron d'après « Le piège américain », de Frédéric Pierucci et Matthieu Aron, chez Jean-Claude Lattès (2019):
  - « L'Otage : l'arrestation (1)? », sur Franceinter.fr, Affaires Sensibles, 14 septembre 2020
  - « L'Otage : la prison (2) et l'enfer (3) », sur Franceinter.fr, Affaires Sensibles, 15 septembre 2020
  - « L'Otage : la révélation (4) et la libération (5) », sur Franceinter.fr, Affaires Sensibles, 16 septembre 2020
  - « L'Otage : Retour en enfer (6) », sur Franceinter.fr, Affaires Sensibles, 17 septembre 2020